# Taxithelium confusum
Taxithelium confusum är en bladmossart som beskrevs av Cardot in Grandidier 1915. Taxithelium confusum ingår i släktet Taxithelium och familjen Sematophyllaceae. Inga underarter finns listade i Catalogue of Life.